# Antagonise
| Recensione           | Giudizio |
| -------------------- | -------- |
| Hard Sounds          |          |
| Jukebox Music        |          |
| Metal.de             |          |
| Metal.it             |          |
| Metallized           | 78/100   |
| Metalfan.nl          | 87/100   |
| Metallus.it          |          |
| Metalunderground.com |          |
| SpazioRock           |          |
| TrueMetal.it         |          |

Antagonise  è il secondo album in studio del gruppo musicale olandese MaYaN, pubblicato il 31 gennaio 2014 dalla Nuclear Blast.

## Descrizione
Si tratta del primo album a cui Laura Macrì, Henning Basse e Rob van der Loo hanno partecipato come membri ufficiali, mentre in veste di ospiti sono presenti Floor Jansen, Marcela Bovio, Isaac Delahaye e Dimitris Katsoulis. 
Lo stile musicale adottato riprende la fusione fra death metal, symphonic, progressive e passaggi black, power e brutal presentata in Quarterpast, ma si distanzia da quest'ultimo grazie alla netta diminuzione sia della componente sinfonica sia dei passaggi melodici sia di quelli acustici, all'aumento dello spazio dato a Basse e al generale indurimento del sound.
I testi si concentrano sul tema della libertà, criticando i costi umani delle guerre scaturite da giochi di potere, la scarsa libertà di stampa in alcune democrazie, l'annichilimento dei diritti civili in nome della lotta al terrorismo e la violazione della privacy dei cittadini da parte di enti come la National Security Agency.

## Promozione
Il 12 dicembre 2013 è stato pubblicato il lyric video di Faceless Spies, e il 5 febbraio è stato pubblicato quello di Human Sacrifice.

## Tracce
Testi di Mark Jansen, musiche di Mark Jansen, Jack Driessen e Frank Schiphorst.
Edizione standard
1. Bloodline Forfeit – 4:16
2. Burn Your Witches – 5:40
3. Redemption (The Democracy Illusion) – 6:08
4. Paladins of Deceit (National Security Extremism Part 1) – 6:16
5. Lone Wolf – 5:55
6. Devil in Disguise – 5:00 (musica: Mark Jansen, Jack Driessen, Frank Schiphorst, Sander Gommans)
7. Insano – 2:58 (testo: Laura Macrì)
8. Human Sacrifice – 6:10
9. Enemies of Freedom – 7:10
10. Capital Punishment – 4:41
11. Faceless Spies (National Security Extremism Part 2) – 8:10

Edizione speciale
1. Descry – 2:14
2. Bloodline Forfeit – 4:16
3. Burn Your Witches – 5:40
4. Redemption (The Democracy Illusion) – 6:08
5. Paladins of Deceit (National Security Extremism Part 1) – 6:16
6. Lone Wolf – 5:55
7. Devil in Disguise – 5:00 (musica: Mark Jansen, Jack Driessen, Frank Schiphorst, Sander Gommans)
8. Insano – 2:58 (testo: Laura Macrì)
9. Human Sacrifice – 6:10
10. Enemies of Freedom – 7:10
11. Capital Punishment – 4:41
12. Faceless Spies (National Security Extremism Part 2) – 8:10

## Formazione
Gruppo
- Mark Jansen – grunt e scream, arrangiamenti aggiuntivi
- Laura Macrì – voce femminile
- Henning Basse – voce maschile
- Frank Schiphorst – chitarre, arrangiamenti aggiuntivi
- Jack Driessen – tastiera, scream, arrangiamenti orchestrali
- Rob van der Loo – basso fretless
- Ariën van Weesenbeek – batteria, grunt, voce narrante

Altri musicisti
- Joost van den Broek – arrangiamenti aggiuntivi
- Dimitris Katsoulis – violino
- Marcela Bovio – voce aggiuntiva (tracce 1, 6 e 8)
- Floor Jansen – voce aggiuntiva (tracce 2 e 3)
- Isaac Delahaye – chitarra acustica (traccia 7)

Produzione
- Joost van den Broek – produzione, montaggio, missaggio
- MaYaN – produzione
- Jos Driessen – montaggio
- Darjus van Helfteren – mastering